# Дрогобицька обласна рада депутатів трудящих II скликання
Дрогобицька обласна рада депутатів трудящих другого скликання — представницький орган Дрогобицької області 1948—1950 років.
Нижче наведено список депутатів Дрогобицької обласної ради 2-го скликання, обраних 21 грудня 1947 року. Всього до Дрогобицької обласної ради 2-го скликання було обрано 70 депутатів. До складу обласної ради обрано 53 чоловіків та 17 жінок. За національністю: 60 українці, 9 росіян, 1 поляк.
| Прізвище, ім'я, по-батькові         | Місто чи район           | Виборчий округ          | Посада                                                                                | Примітки |
| ----------------------------------- | ------------------------ | ----------------------- | ------------------------------------------------------------------------------------- | -------- |
| Агеєв Віктор Андрійович             | Боринський район         | Верхньовисоцький № 2    | начальник прикордонного загону МДБ СРСР, полковник                                    |          |
| Артемчук Василь Леонтійович         | Миколаївський район      | Роздольський № 22       | завідувач Дрогобицького обласного відділу комунального господарства                   |          |
| Богоніс Григорій Іванович           | Рудківський район        | Чайковицький № 33       | голова Рудківського райвиконкому                                                      |          |
| Бойко Марія Теодорівна              | місто Стрий              | Стрийський № 70         | шишельниця ливарного цеху Стрийського вагоноремонтного заводу                         |          |
| Будилич Юстина Михайлівна           | Стрілківський район      | Стрілківський № 50      | голова жіночої ради села Недільна Стрілківського району                               |          |
| Вавринюк Григорій Андрійович        | Новострілищанський район | Новострілищанський № 28 | завідувач відділу сільського господарства Новострілищанського райвиконкому            |          |
| Венгрин Софія Олексіївна            | Стрийський район         | Яблунівський № 46       | селянка села Заплатин Стрийського району                                              |          |
| Вишотравка Петруня Пилипівна        | Турківський район        | Яворівський № 56        | ланкова колгоспу імені Івана Франка села Ільник Турківського р-ну                     |          |
| Вільшанецький Федір Тимофійович     | Журавнівський район      | Подорожненський № 13    | голова колгоспу «Нове життя» села Корчівка Журавнівського р-ну                        |          |
| Герич Мирослав Іванович             | Жидачівський район       | Рудянський № 11         | виконувач обов'язків голови Жидачівського райвиконкому                                |          |
| Горобець Іван Григорович            | Дрогобицький район       | Стебницький № 7         | 1-й секретар Дрогобицького обкому КП(б)У                                              |          |
| Городиський Ярослав Йосипович       | місто Дрогобич           | Дрогобицький № 65       | голова Дрогобицького міськвиконкому                                                   |          |
| Гринчак Євстахій Михайлович         | місто Борислав           | Бориславський № 62      | буровий майстер Бориславської контори буріння тресту «Бориславнафта»                  |          |
| Данил Петро Андрійович              | Мостиський район         | Мостиський № 23         | голова сільської ради села Тщенець Мостиського району                                 |          |
| Данчевська Марія Іванівна           | Ходорівський район       | Ходорівський № 58       | селянка села Вербиця Ходорівського району                                             |          |
| Дегтярьов Анатолій Олександрович    | Стрийський район         | Дашавський № 48         | керуючий тресту «Укргаз»                                                              |          |
| Демченко Тетяна Григорівна          | Старосамбірський район   | Старосільський № 44     | завідувач відділу Дрогобицького обкому КП(б)У по роботі серед жінок                   |          |
| Дмитрук Василь Михайлович           | Ходорівський район       | Берездовецький № 59     | 1-й секретар Дрогобицького обкому ЛКСМУ                                               |          |
| Дрянних Михайло Петрович            | Сколівський район        | Сколівський № 38        | лісоруб ліспромгоспу «Донбасшахтоліс» Сколівського р-ну                               |          |
| Дудурич Марія Семенівна             | Боринський район         | Боринський № 1          | селянка села Бориня Боринського району                                                |          |
| Заєць Марія Василівна               | Самбірський район        | Самбірський № 34        | ланкова колгоспу імені Сталіна села Ралівка Самбірського р-ну                         |          |
| Калугін Павло Іванович              | місто Борислав           | Бориславський № 60      | заступник директора Карпатського науково-дослідного геологічного інституту            |          |
| Камінська Пелагія Далматівна        | Стрийський район         | Грабовецький № 49       | 2-й секретар Стрийського райкому КП(б)У                                               |          |
| Карпенко Іван Федорович             | Самбірський район        | Чукв'янський № 36       | голова Дрогобицького обласного суду                                                   |          |
| Карпичев Олександр Семенович        | Новострілищанський район | Бориницький № 29        | обласний військовий комісар Дрогобицької області                                      |          |
| Коваленко Олександр Тихонович       | Турківський район        | Вовченський № 55        | голова Дрогобицької обласної планової комісії                                         |          |
| Корнієцький Іван Платонович         | Самбірський район        | Бабинський № 37         | заступник голови Дрогобицького облвиконкому                                           |          |
| Короленко Лука Ваніфатійович        | Журавнівський район      | Журавнівський № 12      | секретар Дрогобицького обкому КП(б)У по кадрах                                        |          |
| Костів Теофіль Ількович             | місто Дрогобич           | Дрогобицький № 64       | старший оператор Дрогобицького нафтоперегінного заводу № 2                            |          |
| Котов Георгій Федорович             | Мостиський район         | Чернівський № 24        | секретар Дрогобицького облвиконкому                                                   |          |
| Круглов Захар Михайлович            | Крукеницький район       | Пнікутський № 17        | завідувач Дрогобицького обласного відділу охорони здоров‘я                            |          |
| Крюков Микола Іванович              | Стрілківський район      | Мшанецький № 51         | начальник політичного відділу військового з'єднання, полковник                        |          |
| Курочка Роман Хомич                 | Старосамбірський район   | Надибський № 45         | завідувач Дрогобицького обласного фінансового відділу                                 |          |
| Литвин Іван Пилипович               | Медиківський район       | Медиківський № 20       | голова Медиківського райвиконкому                                                     |          |
| Майструк Володимир Федорович        | Підбузький район         | Новокропивницький № 31  | начальник Дрогобицького обласного управління МДБ                                      |          |
| Мандзяк Володимир Михайлович        | Крукеницький район       | Крукеницький № 16       | голова колгоспу імені Леніна Крукеницького р-ну                                       |          |
| Матківський Микола Маркович         | Дублянський район        | Дублянський № 8         | голова сільської ради села Сілець Дублянського району                                 |          |
| Михальська Ганна Семенівна          | Комарнівський район      | Комарнівський № 14      | робітниця Комарнівського лісопаркетного заводу                                        |          |
| Міц Марія Абрамівна                 | Підбузький район         | Підбузький № 30         | завідувачка фінансового відділу Підбузького райвиконкому                              |          |
| Мокрицький Мирослав Романович       | місто Стрий              | Стрийський № 69         | секретар редакції Стрийської міської газети «Ленінським шляхом»                       |          |
| Опанащенко Іван Ілліч               | Комарнівський район      | Підзвіринецький № 15    | 1-й секретар Комарнівського райкому КП(б)У                                            |          |
| Откаленко Олександр Матвійович      | Старосамбірський район   | Старосамбірський № 43   | начальник Дрогобицького обласного управління сільського господарства                  |          |
| Певко Андрій Дмитрович              | Нижньо-Устрицький район  | Чорнянський № 27        | 1-й секретар Нижньо-Устрицького райкому КП(б)У                                        |          |
| Пелехата Тетяна Онуфріївна          | Меденицький район        | Меденицький № 18        | голова сільської ради села Меденичі Меденицького району                               |          |
| П'єщук Михайло Якович               | Дрогобицький район       | Трускавецький № 5       | голова Дрогобицького райвиконкому                                                     |          |
| Поляков Феоктист Мартинович         | Сколівський район        | Любинцівський № 39      | завідувач Дрогобицького обласного відділу в справах культосвітніх установ             |          |
| Прокурат Марія Іванівна             | Судововишнянський район  | Дидятицький № 53        | ланкова колгоспу імені Сталіна Судововишнянського р-ну                                |          |
| Пурель Галина Андріївна             | місто Стрий              | Стрийський № 68         | голова Дрогобицького обкому професійної спілки працівників початкових і середніх шкіл |          |
| Рибак Софія Михайлівна              | Добромильський район     | Новоміський № 4         | учителька, завідувач початкової школи села Кропивник Добромильського р-ну             |          |
| Роман Данило Петрович               | Жидачівський район       | Жидачівський № 10       | заступник голови Дрогобицького облвиконкому                                           |          |
| Романяк Мирослав Йосипович          | місто Дрогобич           | Дрогобицький № 63       | завідувач хірургічного відділу Дрогобицької обласної лікарні                          |          |
| Рурка Марія Григорівна              | Рудківський район        | Рудківський № 32        | колгоспниця колгоспу імені Жданова села Михайлевичі Рудківського р-ну                 |          |
| Сабуров Олександр Миколайович       | Славський район          | Славський № 41          | начальник Дрогобицького обласного управління МВС                                      |          |
| Саламаха Пилип Анастасович          | Нижанковицький район     | Нижанковицький № 25     | голова Нижанковицького райвиконкому                                                   |          |
| Сивохіп Іван Федорович              | місто Самбір             | Самбірський № 67        | голова Самбірського міськвиконкому                                                    |          |
| Сичов Петро Порфирович              | Самбірський район        | Барановецький № 35      | завідувач Дрогобицького обласного відділу соціального забезпечення                    |          |
| Сім'янович Володимир Іванович       | Миколаївський район      | Миколаївський № 21      | голова Миколаївського райвиконкому                                                    |          |
| Собко Іван Дмитрович                | Хирівський район         | Хирівський № 57         | редактор Дрогобицької обласної газети «Радянське слово»                               |          |
| Скульський Володимир Маркович       | Дублянський район        | Корналовицький № 9      | заступник голови Дрогобицького облвиконкому                                           |          |
| Стукалов Костянтин Васильович       | місто Борислав           | Бориславський № 61      | директор Бориславського нафтопромислу № 9 тресту «Бориславнафта»                      |          |
| Сухенко Володимир Панасович         | Судововишнянський район  | Судововишнянський № 52  | завідувач Дрогобицького обласного відділу народної освіти                             |          |
| Токарчик Михайло Ількович           | Нижньо-Устрицький район  | Нижньо-Устрицький № 26  | голова Лобізв'янської сільської ради Нижньо-Устрицького р-ну                          |          |
| Туркевич Василь Степанович          | Меденицький район        | Грушівський № 19        | прокурор Дрогобицької області                                                         |          |
| Цвилик Дмитро Іванович              | Сколівський район        | Підгородецький № 40     | робітник Сколівського ліспромкомбінату                                                |          |
| Чепіжак Єфросинія Федорівна         | Дрогобицький район       | Снятинський № 6         | завідувачка відділу пропаганди і агітації Дрогобицького міськкому КП(б)У              |          |
| Чумаченко Володимир Георгійович     | місто Самбір             | Самбірський № 66        | начальник Самбірського відділку Львівської залізниці                                  |          |
| Широкоряденко Олексій Володимирович | Стрийський район         | Моршинський № 47        | голова правління Дрогобицької обласної спілки споживчої кооперації                    |          |
| Шкрибинець Михайло Васильович       | Славський район          | Тухольківський № 42     | голова Тухольківської сільської ради Славського р-ну                                  |          |
| Яворський Іван Йосипович            | Турківський район        | Турківський № 54        | голова Дрогобицького облвиконкому                                                     |          |
| Янчук Іван Олександрович            | Добромильський район     | Добромильський № 3      | начальник прикордонного загону МДБ СРСР                                               |          |

5 січня 1948 року відбулася 1-а сесія обласної ради. Головою облвиконкому обраний Яворський Іван Йосипович. Обрані заступниками голови облвиконкому: Роман Данило Петрович, Корнієцький Іван Платонович, Скульський Володимир Маркович, Чепіжак Єфросинія Федорівна. Секретарем облвиконкому обраний Котов Георгій Федорович.
Обрано Дрогобицький облвиконком у складі 17 чоловік: Яворський Іван Йосипович — голова облвиконкому; Роман Данило Петрович — заступник голови облвиконкому; Корнієцький Іван Платонович — заступник голови облвиконкому; Скульський Володимир Маркович — заступник голови облвиконкому; Чепіжак Єфросинія Федорівна — заступник голови облвиконкому; Котов Георгій Федорович — секретар облвиконкому; Горобець Іван Григорович — 1-й секретар Дрогобицького обкому КП(б)У; Карпичев Олександр Семенович — військовий комісар Дрогобицької області; Коваленко Олександр Тихонович — голова Дрогобицької обласної планової комісії; Откаленко Олександр Матвійович — начальник Дрогобицького обласного управління сільського господарства; Курочка Роман Хомич — завідувач Дрогобицького обласного фінансового відділу; Сухенко Володимир Панасович — завідувач Дрогобицького обласного відділу народної освіти; Круглов Захар Михайлович — завідувач Дрогобицького обласного відділу охорони здоров'я; Артемчук Василь Леонтійович — завідувач Дрогобицького обласного відділу комунального господарства; Городиський Ярослав Йосипович — голова Дрогобицького міськвиконкому; Костів Теофіль Ількович — старший оператор Дрогобицького нафтоперегінного заводу № 2; Заєць Марія Василівна — ланкова колгоспу імені Сталіна села Ралівка Самбірського р-ну.
Головою Дрогобицького обласного суду обраний Карпенко Іван Федорович.
Тоді ж обрані завідувачі відділів облвиконкому: Откаленко Олександр Матвійович — начальник Дрогобицького обласного управління сільського господарства; Курочка Роман Хомич — завідувач Дрогобицького обласного фінансового відділу; Сухенко Володимир Панасович — завідувач Дрогобицького обласного відділу народної освіти; Круглов Захар Михайлович — завідувач Дрогобицького обласного відділу охорони здоров'я; Васько Віталій Захарович — завідувач Дрогобицького обласного відділу торгівлі; Сичов Петро Порфирович — завідувач Дрогобицького обласного відділу соціального забезпечення; Артемчук Василь Леонтійович — завідувач Дрогобицького обласного відділу комунального господарства; Топчій Федір Кузьмич — завідувач Дрогобицького обласного відділу шляхів; Третяков Іван Кирилович — завідувач Дрогобицького обласного відділу легкої промисловості; Євдокименко Мусій Степанович — завідувач Дрогобицького обласного відділу харчової промисловості; Устінов Микола Олександрович — завідувач Дрогобицького обласного відділу місцевої промисловості; Жилін Герман Євгенович — завідувач Дрогобицького обласного відділу місцевої паливної промисловості; Поляков Феоктист Мартинович — завідувач Дрогобицького обласного відділу у справах культосвітніх установ; Петрик Павло Демидович — завідувач Дрогобицького обласного відділу у справах мистецтв; Коваленко Олександр Тихонович — голова Дрогобицької обласної планової комісії; Тишовницький Микола Йосипович — завідувач загального відділу Дрогобицького облвиконкому; Гнатейко Зіновій Семенович — голова Дрогобицької обласного комітету в справах фізкультури і спорту; Мілоцький Вадим Миколайович — голова Дрогобицької обласного радіокомітету; Рильський Микола Олексійович — начальник Дрогобицької обласного управління кінофікації; Заморін Панас Микитович — начальник Дрогобицької обласного управління поліграфії і видавництва; Падерін Василь Пилипович — начальник Дрогобицької обласного управління архітектури; Ратніков Роман Гнатович — начальник Дрогобицької обласного управління промисловості будівельних матеріалів; Савченко Панас Павлович — начальник Дрогобицької обласного управління сільського і колгоспного будівництва; Колодницький Йосип Гнатович — начальник Дрогобицької обласного управління в справах мисливського господарства.
29 вересня 1948 року на 3-й сесії обласної ради зі складу членів Дрогобицького облвиконкому виведений Курочка Роман Хомич. Затверджені завідувачі відділів облвиконкому: Скороход Іван Кузьмич — завідувач Дрогобицького обласного фінансового відділу (замість Курочки Романа Хомича);  Харитонов Василь Іванович — завідувач сектору кадрів при голові Дрогобицького облвиконкому.